# Viglua
Genre
Viglua est un genre d'opilions laniatores de la famille des Assamiidae.

## Distribution
Les espèces de ce genre sont endémiques d'Angola.

## Liste des espèces
Selon World Catalogue of Opiliones (17/06/2021) :
- Viglua brunnipes Roewer, 1940
- Viglua machadoi Lawrence, 1949

## Publication originale
- Roewer, 1940 : « Neue Assamiidae und Trogulidae. Weitere Weberknechte X. » Veröffentlichungen aus dem Deutschen Kolonial- und Übersee-Museum in Bremen, vol. 3, no 1, p. 1–31.